# Rohnsdorfer Bach
Der Rohnsdorfer Bach ist ein Bach in Mittelkärnten. Er entspringt in der flachen Mulde des ehemaligen Flatschacher Mooses östlich von Maria Feicht und südlich von Metschach, nahe der Grenze zwischen den Bezirken Feldkirchen und Sankt Veit an der Glan. Von dort fließt er nach Osten, nimmt rechtsseitig den Abfluss des Zmulner Sees auf und wendet sich nach Nordosten. Er fließt durch Bärndorf und südlich an Zweikirchen vorbei. Dann wendet er sich nach Norden, fließt durch Rohnsdorf, und mündet südlich von Liebenfels in die Glan (478 m ü. A.).
Der Bach weist die biologische Gewässergüte-Zwischenklasse I-II (Oligo bis Beta-Mesosaprobe Stufe) auf, die durch geringen anorganischen und organischen Nährstoffgehalt und klares Wasser gekennzeichnet ist. Im Rohnsdorfer Bach wurde sowohl die Larve der Großen Eintagsfliege (Ephemera danica) als auch die auf ihr als Kommensale lebende Zuckmücke Epoicocladius flavens nachgewiesen.
Am Bach befanden sich früher einige Mühlen. So war das ehemalige Haus Bärndorf Nr. 2, vulgo Pichler/Stoffl, eine Mühle, die von 1896 bis nach dem Zweiten Weltkrieg eine Venezianersäge betrieb.

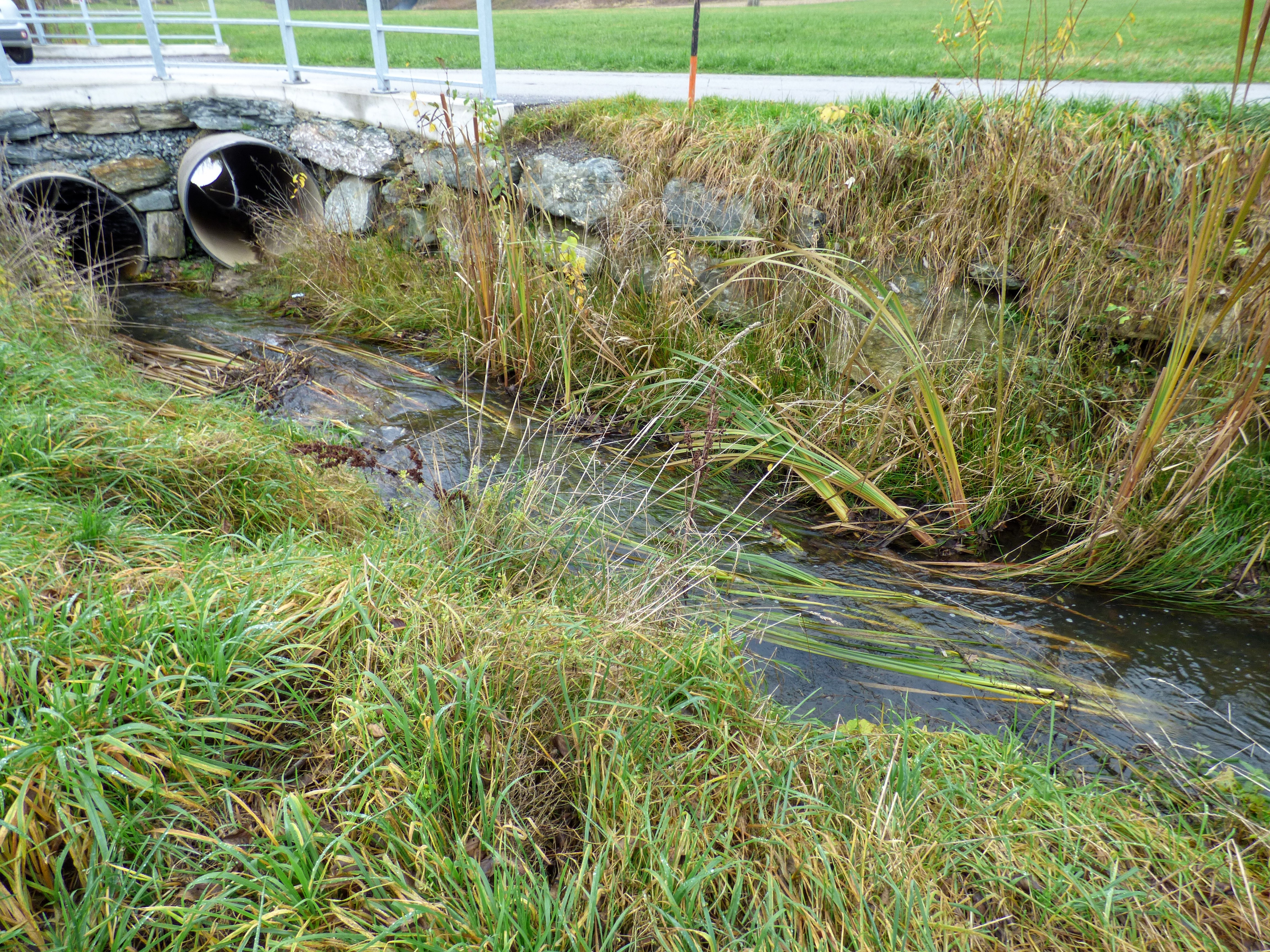
Rohnsdorfer Bach südlich von Zweikirchen
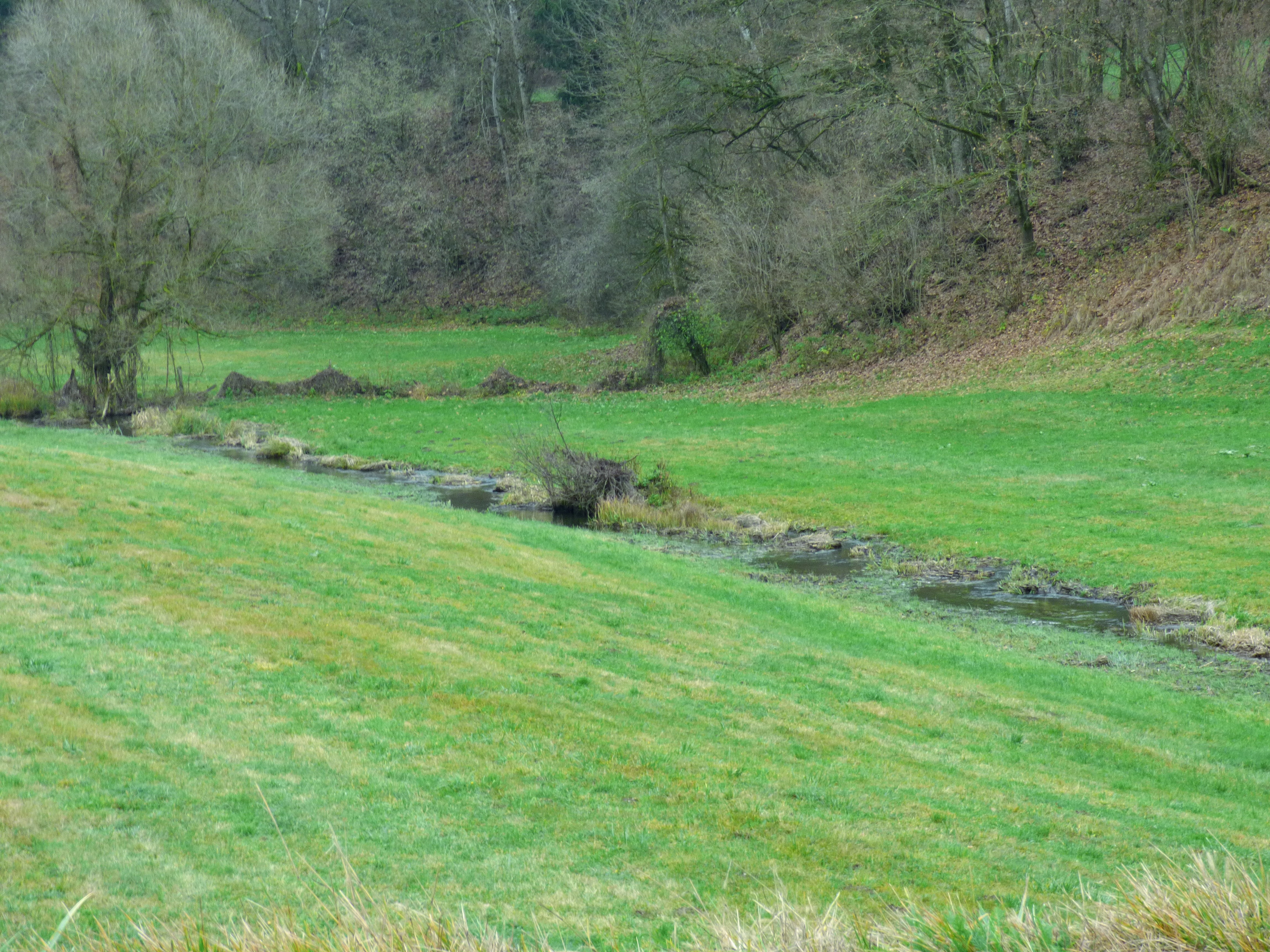
Rohnsdorfer Bach östlich von Zweikirchen